# Accord de libre-échange entre le Chili et l'AELE
L'accord de libre-échange entre le Chili et l'AELE est un accord de libre-échange entre le Chili et l'Association européenne de libre-échange, composée de l’Islande, du Liechtenstein, de la Norvège et de la Suisse. Il est signé le 26 juin 2003 et appliqué le 1er décembre 2004. L'accord comprend également des clauses sur le droit intellectuel et la protection des investissements. Les produits agricoles comme dans beaucoup de traité de l'AELE font partie d'accords avec état membre.